# Städtisches Gymnasium Gütersloh
Das Städtische Gymnasium Gütersloh ist ein öffentliches Gymnasium in Gütersloh, Nordrhein-Westfalen.

## Geschichte
Das städtische Gymnasium Gütersloh wurde 1887 als „Schule der höheren Mädchenbildung“ gegründet. Nachdem die Schule aus dem heute von der Elly-Heuss-Knapp-Realschule genutzten Gebäude in der Moltkestraße in das heutige Gebäude in der Schulstraße umgezogen ist, wurde 1967/68 die Koedukation eingeführt. Der heute etwa 700 Mitglieder zählende Schulverein wurde 1975 gegründet.

## Profil
Das Gymnasium unterrichtet die Fremdsprachen Englisch, Französisch, Latein und Spanisch und bietet Cambridge- und DELF-Sprachzertifikate an.

## Ehemalige

### Lehrer
- Juliane Köster (* 1947), Literaturdidaktikerin und Professorin
- Clemens Kammler (* 1952), Literaturwissenschaftler und -didaktiker sowie Professor
- Peter Schuster (* 1957), deutscher Historiker und Professor

### Schüler
- Justus Meyer (* 1963), Jurist und Professor
- Christoph Mohn (* 1965), Unternehmer
- Achim Geisenhanslüke (* 1965), Literaturwissenschaftler und Professor
- Andreas Mohn (* 1968), Sachbuchautor und Stiftungsgründer
- Stephan Kraft (* 1968), Literaturwissenschaftler und Professor
- Wibke Brems (* 1981), Politikerin (Grüne)
- Elvan Korkmaz (* 1985), Politikerin (SPD) und Verwaltungswirtin